# 倭橋 (長野県)
倭橋（やまとばし）は、長野県の梓川に架かる松本市梓川大妻と新村上新を結ぶ長野県道48号松本環状高家線の橋。
南の筑摩野地域と、北の安曇野地域をつなぐ幹線県道に架かる橋として、大型車を含めて交通量が多い。

## 概要
PC橋で、上部工（2連）4＋3径間連結単純ポステンT桁橋である。幅員2.5メートルの歩道がある。

## 歴史
- 1959年（昭和34年）3月 - 長さ230メートル、幅員6メートル、高さ12メートルの当時としてはモダンなローゼ橋が完成[2]
- 1981年（昭和56年） - 安曇野における広域農道の完成により、南安曇郡内から松本・塩尻・南信方面への最短コースとして利用されるようになり、通過車両が非常に多くなった[2]。
- 1991年度（平成3年度） - 架替工事着工[2]
- 1996年（平成8年）12月3日 - 供用開始[2]